# Hofstetten (Elgg)
Hofstetten (toponimo tedesco; fino al 2003 ufficialmente Hofstetten bei Elgg) è una frazione di 498 abitanti del comune svizzero di Elgg, nel Canton Zurigo (distretto di Winterthur).

## Storia

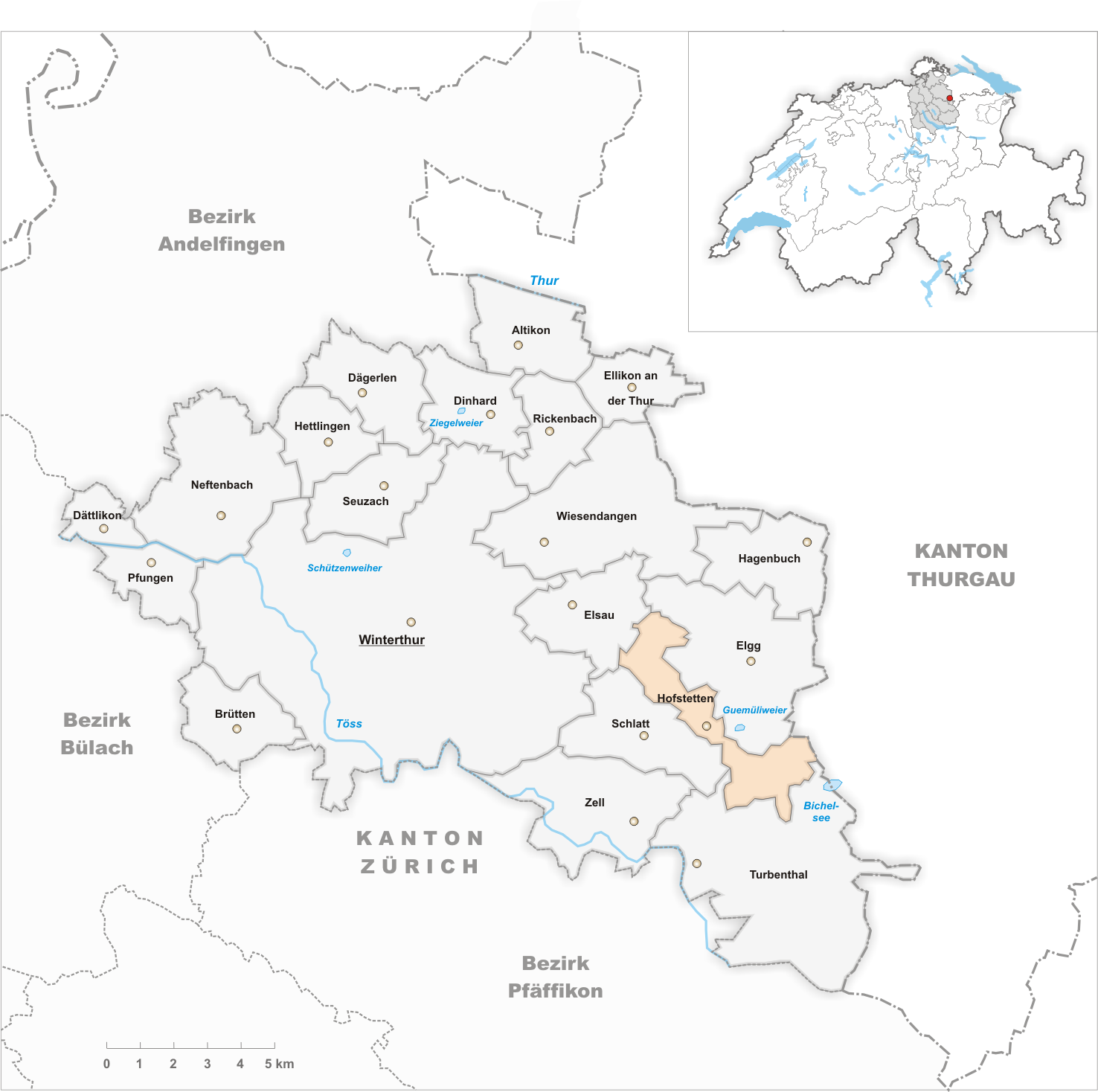
Il territorio del comune di Hofstetten prima degli accorpamenti comunali del 2018

Già comune autonomo che si estendeva per 8,85 km² e che comprendeva anche le frazioni di Dickbuch, Geretswil, Huggenberg e Wenzikon, nel 2018 è stato accorpato al comune di Elgg.

## Società

### Evoluzione demografica
L'evoluzione demografica è riportata nella seguente tabella:
Abitanti censiti

## Amministrazione
Ogni famiglia originaria del luogo fa parte del cosiddetto comune patriziale e ha la responsabilità della manutenzione di ogni bene ricadente all'interno dei confini del comune.